# 河南省工业和信息化厅
河南省工业和信息化厅，简称河南省工信厅，是中华人民共和国河南省人民政府主管省内工业化和信息化相关事业的组成部门。

## 机构沿革
河南省工业和信息化厅于2009年3月1日挂牌设立，整合划入了原河南省信息化产业厅的职责、河南省发展和改革委员会的工业行业管理职责和工业经济运行职责、原河南省煤炭工业管理局的煤炭工业行业管理职责、原河南省中小企业服务局的中小企业服务职责和原省政府食品工业办公室的职责，河南省信息产业厅(省政府信息化工作办公室)、河南省煤炭工业管理局、河南省中小企业服务局(省乡镇企业管理局)以及河南省政府食品工业办公室四个机构不再保留。2014年，机构改为“河南省工业和信息化委员会”，2018年12月又恢复为河南省工业和信息化厅。

## 机构设置
河南省工业和信息化厅下设以下机构：

### 内设机构
- 办公室
- 政策研究和法规处
- 规划处
- 财务处
- 产业政策处
- 产业融合办公室
- 科技处
- 运行监测协调局
- 中小企业服务局（民营经济发展服务局）
- 节能与综合利用处
- 安全生产处（省禁止化学武器公约事务办公室）
- 材料工业处（省稀土办公室）
- 装备工业处（河南省重大技术装备办公室）
- 消费品工业处
- 省食品工业办公室（省盐业管理办公室）
- 电子信息处
- 信息化和软件服务业处
- 信息安全处
- 无线电管理局
- 对外交流合作处
- 煤炭发展指导处
- 煤炭行业管理处
- 煤矿安全监管处
- 人事处（机关党委）
- 离退休干部工作处

### 厅属单位
- 河南省电子信息产品质量监督检验院
- 河南工业和信息化职业学院
- 河南省医药卫生学校
- 河南信息工程学校
- 河南省工业和信息化高级技工学校
- 郑州工业技师学院
- 河南省煤炭行业住房资金管理中心
- 河南省煤炭总医院
- 郑州工业安全职业学院
- 河南省企业服务网

## 历任领导
| 省工业和信息化厅厅长（2009年3月-2014年12月） - 杨盛道（2009年3月-2013年3月） - 王照平（2013年3月-2014年12月） 省工业和信息化委员会主任（2014年12月-2018年11月） - 王照平（2014年12月-2018年11月） | 省工业和信息化厅厅长（2018年11月至今） - 李 涛（2018年12月-2021年9月） - 朱 鸣（2021年10月-2023年1月） - 李建涛（2023年1月-） 党组书记 - 杨盛道（2011年5月-2013年3月） - 李 涛（2018年12月-2021年9月） - 朱 鸣（2021年9月-2023年1月） - 李建涛（2023年1月-2025年8月） - 严琛（2025年8月） |